# Ithone pallida
Ithone pallida là một loài côn trùng trong họ Ithonidae thuộc bộ Neuroptera. Loài này được Tillyard miêu tả năm 1919.